# Francis Magne
Pour les articles homonymes, voir Magne.
Francis Magne, né le 19 janvier 1924 à Paris et mort le 22 mai 2014 à Yerres,, est un phycologue français.

## Biographie
Ses études secondaires terminées, il obtient en 1947 un diplôme d'études supérieures de biologie tout en étant surveillant d'externat au lycée Turgot. Reçu au concours d'agrégation en 1948, il enseigne au lycée Bartholdi à Colmar puis au lycée Lakanal à Sceaux. Il est nommé assistant à la Sorbonne (Université de Paris) en 1951, dès lors il s'oriente vers l'étude des algues marines.

## Carrière scientifique
Affecté à la station biologique de Roscoff, il y prépare une thèse sur les algues, qu'il soutient en 1956. En 1965, il est nommé à la faculté des sciences de l'Université de Rennes. Il rejoint en 1971 l'université de Paris VI-Jussieu, au sein du laboratoire de Biologie végétale marine, qu'il dirige de 1976 à sa retraite en 1992.

## Apports scientifiques
Francis Magne a eu un apport particulièrement notable dans deux domaines : la phycologie des algues rouges et l'étude des champignons lichénisants. Il a été un des premiers phycologues à utiliser en personne la plongée sous-marine pour ses études : il participe ainsi en 1952 à une campagne de la Calypso en Méditerranée dont les résultats seront publiés en 1956.

## Postérité
Plusieurs taxons ont été dédiés à Francis Magne par d’autres chercheurs :
- Rhodosorus magnei ;
- Dasya magnei[3] ;
- Veleroa magneana.

Il a lui-même décrit de nouveaux taxons : 
- Apistonema aestuari Magne ;
- Audouinella boryana Abdel-Rahman & Magne ;
- Fucus muscoides Feldmann & Magne.